# Régions du canton de Neuchâtel

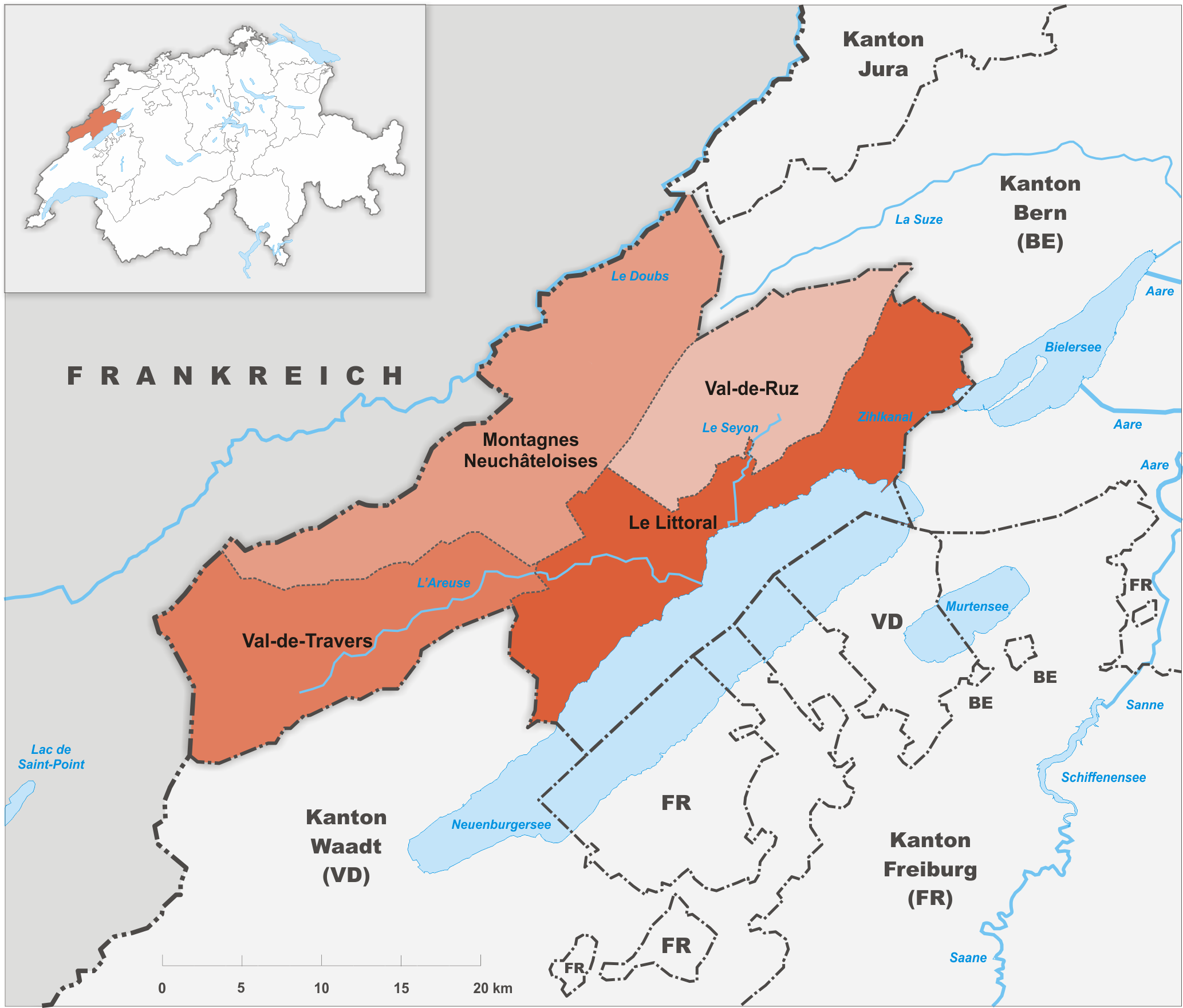
Carte du canton de Neuchâtel présentant sa division en régions dès 2021.

Les régions du canton de Neuchâtel sont, à partir de 2018, des subdivisions statistiques du canton de Neuchâtel, en Suisse.

## Histoire
Le 24 septembre 2017, les Neuchâtelois ont voté à près de 58 % en faveur de la suppression des six districts du canton et la mise en place d'une circonscription électorale unique. Les districts disparaissent le 1er janvier 2018, en revanche les quatre régions sont maintenues et deviennent le nouvel échelon statistique intermédiaire du canton, ainsi qu'un découpage garantissant un nombre minimal de sièges au Grand Conseil pour chaque région,.
Le 1er janvier 2021, Valangin fusionne avec Neuchâtel, Peseux et Corcelles-Cormondrèche. L'ancienne commune de Valangin quitte donc la Région Val-de-Ruz pour rejoindre la Région Littoral.

## Liste
La liste complète des régions est la suivante : 
| Nom            | N° OFS | Communes | Population (décembre 2023) | Superficie (km2) | Densité (hab./km2) |
| -------------- | ------ | -------- | -------------------------- | ---------------- | ------------------ |
| Littoral       | B2407  | +16,     | +095 964,                  | +0189,59         | 506                |
| Val-de-Ruz     | B2408  | +01,     | +017 499,                  | +0124,26         | 141                |
| Val-de-Travers | B2409  | +03,     | +011 701,                  | +0166,44         | 70                 |
| Montagnes      | B2410  | +10,     | +051 496,                  | +0236,64         | 218                |
| Total          | Total  | +31,     | +178 291,                  | +0802,93         | 222                |